# قودنة

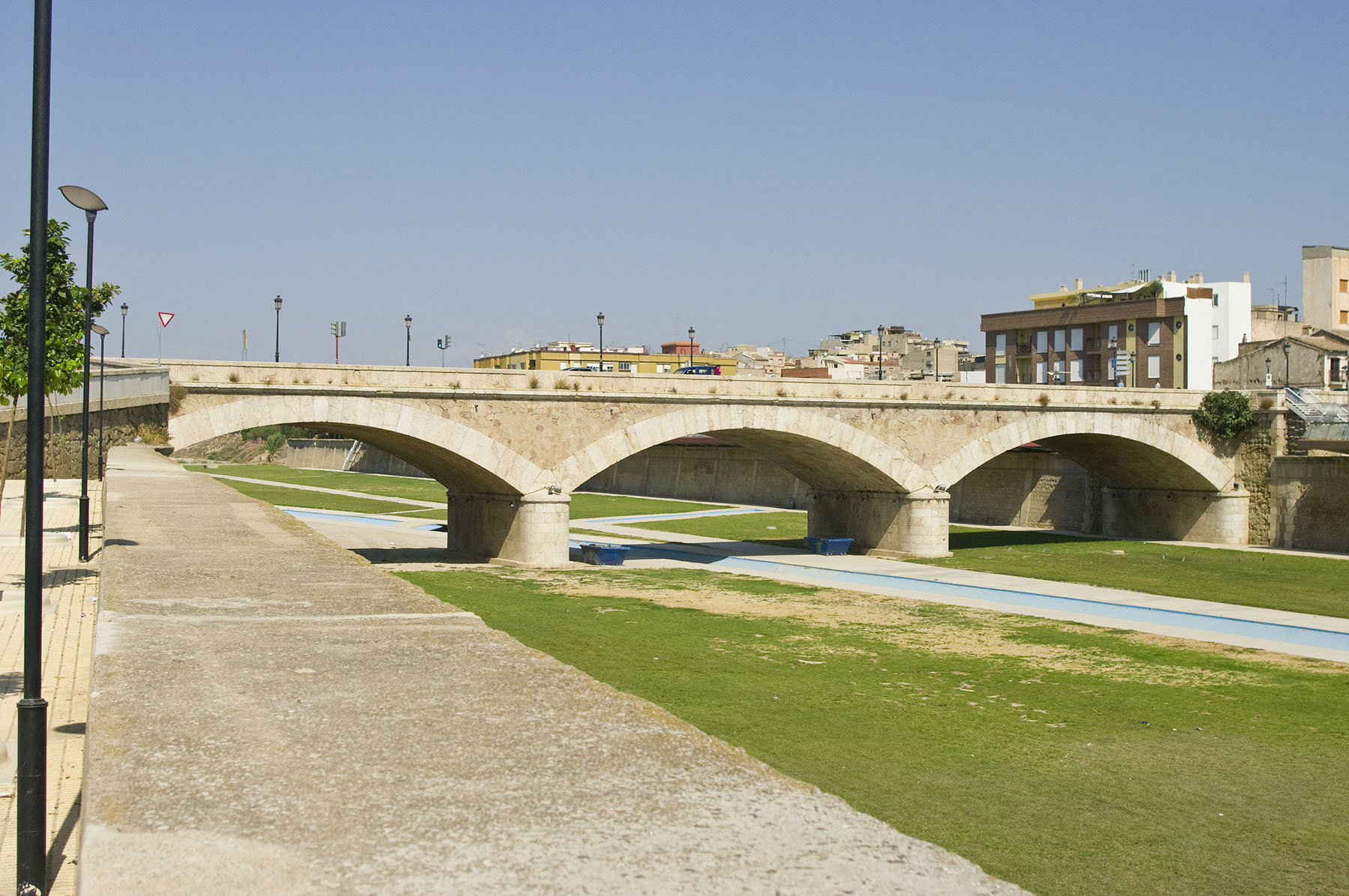
نهر قودنة في لورقة.

قودنة هو نهر يقع في إسبانيا. وهو أحد روافد نهر شقورة.
يتدفق نهر قودنة في المنطقة الجنوبية الشرقية من إسبانيا. يعد حوض نهر قودنة أحد أكبر الأنهار في إسبانيا. حوض قودنة هو وادي مسطح، ويتكون من طبقة المياه الجوفية ألتو قودنة. يقع الوادي على امتداد الشمال الشرقي والجنوب الشرقي مع أنظمة الصدع.

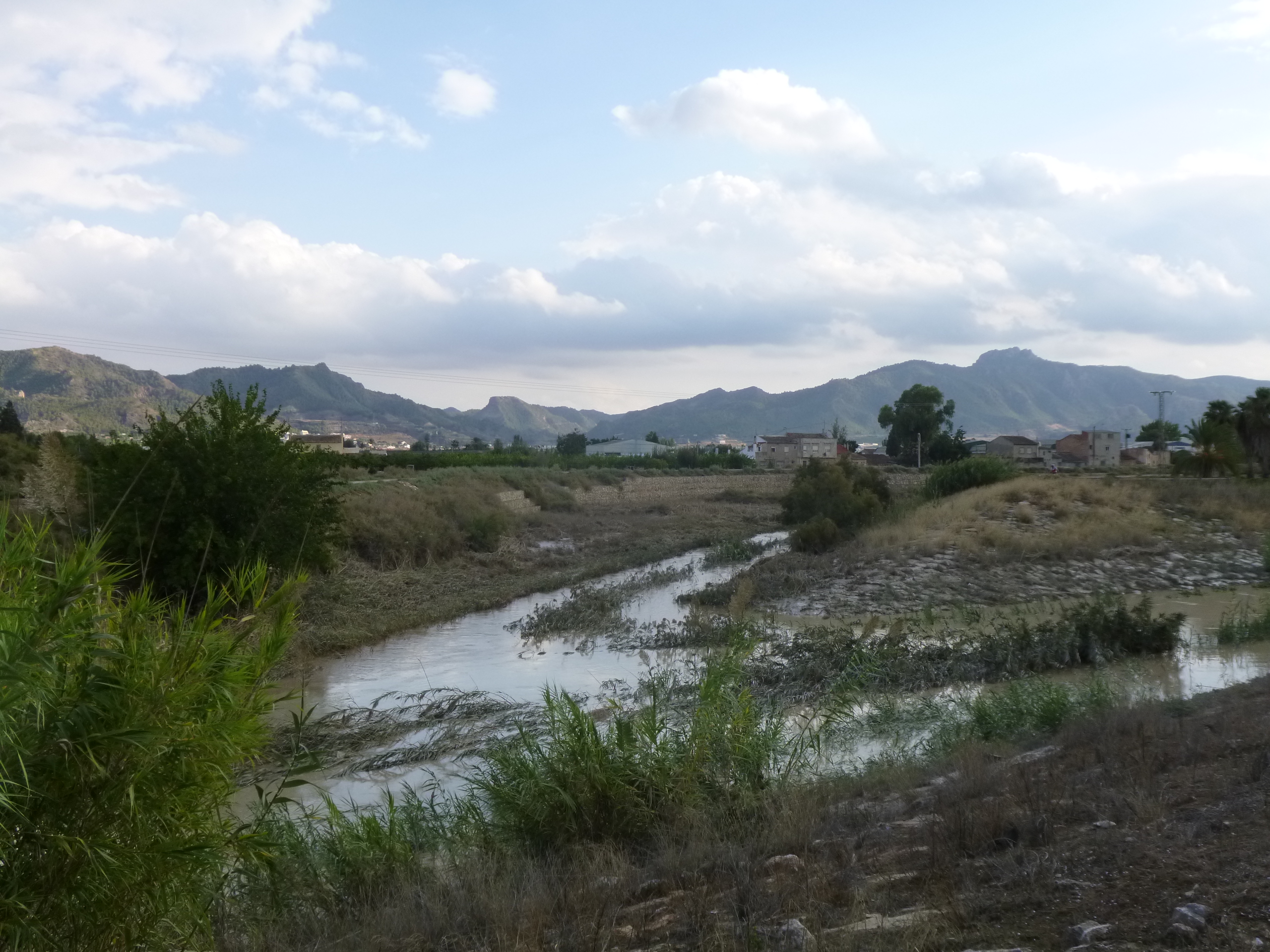
نهر قودنة.

## طالع أيضًا
- قائمة أنهار إسبانيا [الإنجليزية]